# ورزشگاه آرسنال (تولا)
ورزشگاه آرسنال (به لاتین: Arsenal Stadium) یک ورزشگاه در روسیه است که در تولا (شهر) واقع شده‌است.